# Superliner (togvogn)
 For alternative betydninger, se Superliner. (Se også artikler, som begynder med Superliner)
Superliner er det amerikanske jernbaneselskab Amtraks dobbeltdækkervogne. Vognene benyttes i alle fjerntog vest for Mississippifloden, samt i togene City of New Orleans, Capitol Limited og Auto Train. Det vil sige at vognene ikke benyttes i Northeast Corridor, da nogle tunneler ikke er høje nok. I stedet benyttes blandt andre Viewliner-vogne på de strækninger.
Vognene er større og tungere end alle andre vogne, som benyttes af Amtrak. De er 25,91 meter lange, 3,10 meter bredde og 4,93 meter høje. De vejer cirka 71 tons.
Gennemgang mellem vognene sker på den øvre etage. I almindelige siddevogne er der 12 siddeplader på den nedre etage (herunder handicappladser) og 62 siddepladser på den øvre etage. Pr. række er der er to siddepladser i hver side, som alle vender i den samme retning. Størstedelen af den nedre etage benyttes til bagageopbevaring. I sovevognene er der normalt plads til 44 passagerer, med de fleste sovepladser på den øvre etage, mens den nedre etage benyttes til bagageopbevaring, wc'er og brusekabine.
Loungevognen kan benyttes af passagerer fra både sidde- og sovevognene. På den øvre etage med panoramavinduer, er der i den ene halvdel siddepladser med borde og i den anden drejelige stole. På den nedre etage er der siddepladser med borde og en cafe med kioskvarer. Normalt er loungevognen koblet sammen med spisevognen, hvori der er køkken på den nedre etage og siddepladser med borde på den øvre etage.
Amtraks seneste ordre på 140 Superliner-vogne blev udført af Bombardier, som byggede vognene på deres fabrik i Barre i Vermont.

## Galleri
- Siddevogn
- Loungevogn
- Spisevogn
- Soveværelse i sovevogn
- Sovekupe i sovevogn

## Ekstern henvisning
- Wikimedia Commons har flere filer relateret til Superliner-vogne